# Daouda Sow
Daouda Sow (Roubaix, Francuska, 19. siječnja 1983.) je francuski amaterski boksač. Osvajač je srebrne medalje u kategoriji do 60 kg na Olimpijadi u Pekingu 2008.

## Boksačka karijera
Sow je višestruki francuski prvak u amaterskom boksu. Nakon što je ispao u prvome kvalifikacijskom turniru za Olimpijadu, Daouda Sow se na Olimpijske igre 2008. plasirao preko drugog turnira. Na samoj Olimpijadi je u kategoriji do 60 kg stigao do finala gdje je poražen od ruskog boksača Alekseja Tiščenka.

## Nastupi na Olimpijadi

### OI 2008. Peking
| Peking 2008.     | Peking 2008.    | Peking 2008.   | Peking 2008.  |
| Protivnik        | Zemlja          | Uspjeh         | Natjecanje    |
| ---------------- | --------------- | -------------- | ------------- |
| Kim Song-Guk     | Sjeverna Koreja | 13:3 (pobjeda) | 1. krug       |
| Jose Pedraza     | Portoriko       | 13:9 (pobjeda) | osmina finala |
| Hu Qing          | Kina            | 9:6 (pobjeda)  | četvrtfinale  |
| Yordenis Ugás    | Kuba            | 15:7 (pobjeda) | polufinale    |
| Aleksej Tiščenko | Rusija          | 9:11 (poraz)   | finale        |